# Opepherotrema planum
Opepherotrema planum är en plattmaskart. Opepherotrema planum ingår i släktet Opepherotrema och familjen Didymozoidae. Inga underarter finns listade i Catalogue of Life.